# Nicsara taylori
Nicsara taylori är en insektsart som beskrevs av Morgan Hebard 1922. Nicsara taylori ingår i släktet Nicsara och familjen vårtbitare. Inga underarter finns listade i Catalogue of Life.